# 绍普夫海姆
绍普夫海姆（德語：Schopfheim，發音：[ˈʃɔpfhaɪm] ⓘ）是德国巴登-符腾堡州弗赖堡行政区勒拉赫县的城市，面积67.94平方千米，2023年12月31日人口为20,238人。